# Suuri-Pisi
Suuri-Pisi är en ö i Finland. Den ligger i Finska viken och i kommunen Vederlax i den ekonomiska regionen  Kotka-Fredrikshamn i landskapet Kymmenedalen, i den södra delen av landet. Ön ligger omkring 38 kilometer öster om Kotka och omkring 150 kilometer öster om Helsingfors.
Öns area är 22,4 hektar och dess största längd är 0,9 kilometer i nord-sydlig riktning. Ön höjer sig omkring 20 meter över havsytan.

## Klimat
Klimatet i området är tempererat. Årsmedeltemperaturen i trakten är 6 °C. Den varmaste månaden är augusti, då medeltemperaturen är 16 °C, och den kallaste är mars, med 0 °C.